# Distenorrhinus major
Distenorrhinus major is een keversoort uit de familie bastaardsnuitkevers (Nemonychidae). De wetenschappelijke naam van de soort werd in 1995 gepubliceerd door Gratshev & Zherikhin.